# Pedro Bosch y Labrús
Pedro Bosch y Labrús (Besalú, 1827 - Barcelona, 20 de julio de 1894) fue un político, y comerciante español y defensor de la aplicación del proteccionismo en el comercio exterior.

## Biografía
Nacido en el seno de una familia de clase media, después de cursar estudios secundarios en el Instituto y Seminario de Gerona orientado por el abad Joan de Zafont, muy pronto se trasladó a trabajar a Barcelona, donde fundó la sastrería “El Águila” (1860), con sucursales en Madrid, Valencia, Sevilla y Cádiz. Fue diputado a Cortes (1876-1886, 1891-1893). Fue, fundamentalmente, un organizador y un propagandista de las ideas proteccionistas (participó en numerosos manifiestos, mítines y comisiones), y defensor de los intereses industriales catalanes.
En 1869 fundó, junto a Juan Güell y Ferrer, el Fomento de la Producción Nacional en Barcelona, con el fin de oponerse frontalmente a la reforma arancelaria librecambista de 1869 del ministro Laureano Figuerola. Bosch fue el primer secretario del nuevo Fomento y, en 1870, su presidente. Intentó unir, bajo la denominada “Liga Proteccionista”, diversos Fomentos de la Producción Nacional, creados a semejanza del de Barcelona en varias capitales españolas (Madrid, Valencia, Zaragoza, Málaga, Valladolid).
El 11 de febrero de 1869 apareció publicado el n.º 1 del órgano del nuevo Fomento, el diario El protector del pueblo, que a partir del n.º 205 (8 de julio de 1869) pasó a denominarse El Fomento de la Producción Nacional, convertido en semanario a partir del 17 de abril de 1870. Ambos periódicos publicaron numerosos artículos de los principales proteccionistas del ámbito industrial catalán (Adolfo Blanch, Luis Cutchet, Francisco José Orellana, Juan Güell y Ferrer, Ignacio M. de Ferran).
Fue uno de los organizadores de las grandes manifestaciones proteccionistas celebradas en Barcelona, el 21 de marzo de 1869 y el 26 de junio de 1881, constituyendo la primera de ellas una gran manifestación de masas de carácter pluriclasista, en oposición al arancel librecambista de Figuerola. Con motivo de la visita de Amadeo I de Saboya a Barcelona (septiembre de 1871), Bosch Labrús pronunció un discurso en el que expuso la necesidad de que España, mediante el fomento de la riqueza y la protección a la industria, se acercara al nivel de la Europa civilizada.
En 1876 Bosch encabezó una escisión del Fomento de la Producción Nacional, y fundó el Fomento de la Producción Española, con motivo de la polémica acerca del origen de la nueva la línea naviera de España a Filipinas: o Cádiz (que era la opción defendida en el proyecto inicial por Bosch Labrús en 1873) o en Barcelona, que fue la opción defendida en 1876 por Víctor Balaguer. Finalmente, en 1889 Bosch Labrús asistió al acto de fusión de las distintas instituciones proteccionistas que formaron el nuevo Fomento del Trabajo Nacional.
Su intensa actividad parlamentaria está recogida en la recopilación Discursos y escritos (1929), publicada por sus hijos, que versan sobre los tratados de comercio, la cuestión de los ferrocarriles, la hacienda pública española y la defensa de la economía basada en la industria. Para Bosch la vindicación de los intereses económicos catalanes se identificaba con la necesidad de la industrialización de España; e insistía en que garantizar el desarrollo de la industria equivalía a defender los intereses generales de España. Para él la economía debía basarse en la producción y no en el consumo, y con este argumento refutó las Harmonies Économiques (1850) de Frédéric Bastiat.
Para apoyar sus posiciones en política económica, en sus discursos en las Cortes utilizó el pensamiento económico de los proteccionistas Friedrich List y Henry Charles Carey; de la escuela histórica y los socialistas de cátedra italianos (Fedele Lampertico, Luigi Luzzatti, Eugenio Forti, Alberto Morelli), del irlandés John Kells Ingram y del belga Émile de Laveleye, convertido tardíamente al proteccionismo. Bosch y Labrús, además de tratar la cuestión del comercio exterior, censuró el sistema político español, por considerarlo excesivamente centralista, y criticó el sistema tributario español per ser demasiado gravoso con la agricultura y las actividades industriales, y por abusar de la imposición directa, cuando de lo que se trataba era de aumentar la recaudación a partir del crecimiento de la riqueza -y, por lo tanto, de las bases imponibles-.
Inicialmente se mostró afín a la Revolución de 1868, junto con el Fomento que dirigía, y paulatinamente fue acercándose a las posiciones conservadoras de Cánovas del Castillo, especialmente cuando éste adoptó medidas proteccionistas.

## Obras
“Política económica. Tratados de comercio”, en La España Regional, t. I (1886), págs. 377-396; Discursos y escritos, recopil. e intr. de M. Pugés, Barcelona, Editorial Ibérica, 1929.